# Stanisław Bryliński
Stanisław Bryliński (ur. 19 kwietnia?/1 maja 1890 w Kamieńcu Podolskim, zm. 10 października 1953 w Łodzi) – polski aktor teatralny i filmowy, reżyser teatralny, dyrektor teatrów.

## Życiorys
Jako uczeń warszawskiej Szkoły Handlowej, w 1905 roku wziął udział w strajku szkolnym. W młodości, podczas wakacji w Nałęczowie zetknął się ze Stefanem Żeromskim. Pisarz najpierw namówił Brylińskiego do zorganizowania teatru szkolnego, a następnie dał mu list polecający do Ludwika Solskiego, dzięki któremu został przyjęty do zespołu Teatru Miejskiego w Krakowie.
W Teatrze Miejskim Bryliński występował do 1909 roku. Następnie był członkiem zespołu Gabrieli Zapolskiej oraz grał w krakowskim Teatrze Ludowym (1909–1913). W kolejnych latach przeniósł do Warszawy, gdzie występował w Teatrze Polskim (1913–1914).
Po wybuchu I wojny światowej, jako obywatel Austro-Węgier, został ewakuowany w głąb Rosji. Tam grał m.in. w Petersburgu, Mińsku i Moskwie u boku takich aktorów jak Aleksander Zelwerowicz, Bolesław Orliński, Stefan Jaracz czy Juliusz Osterwa. Grał również w filmach rosyjskich. Po zakończeniu walk powrócił do Polski. W latach 1918–1925 występował w Warszawie na deskach Teatrów: Polskiego (1918–1923) i Małego (1924–1925). Wskutek konfliktu ze Związkiem Dyrektorów Teatrów musiał opuścić stolicę. Udał się do Poznania, gdzie pracował (z małymi przerwami na występy we Lwowie) do 1930 roku (Teatr Nowy, Teatr Polski). W 1929 roku objął kierownictwo Teatru Rewia, działającego podczas Powszechnej Wystawy Krajowej, z którym to zespołem wystawił przedstawienie pt. Kulig w reżyserii Leona Schillera. Następnie pracował w Lublinie (Teatr Miejski 1930–1931), Katowicach (Teatr Polski 1932–1935), Warszawie (Teatr Ateneum 1935, Teatr Wielki 1937), Grodnie (1935–1936) oraz Kaliszu (w zespole Iwo Galla w 1938). Następnie, w 1938 roku przeniósł się do Grodna, gdzie zastał go wybuch II wojny światowej.
Po zajęciu Grodna przez Armię Czerwoną zorganizował w mieście Teatr Polski i kierował nim do przejęcia kierownictwa przez Aleksandra Węgierkę. Po ataku III Rzeszy na ZSRR w 1941 roku przedostał się do Warszawy, gdzie ukrywał się. Został aresztowany przez Niemców i trafił do obozu w Olesznie, skąd zbiegł i do końca wojny ukrywał się w Krakowie.
Po zakończeniu walk powrócił do aktorstwa. Występował w Teatrze Wojska Polskiego w Łodzi (1945) oraz Teatrze Dolnośląskim w Jeleniej Górze (1945–1947). Lata 1947–1950 spędził w Szczecinie, występując w tamtejszym Teatrze Polskim. Ostatnie lata życia (1950–1953) spędził w Łodzi, gdzie grał w Teatrze Nowym (1950–1952) oraz w Teatrze Powszechnym (1952–1953).
Był żonaty z aktorką Heleną Górską (rozwód w 1947). Do śmierci żył z Krystyną Feldman w niezalegalizowanym związku.
Zmarł w Łodzi. Pochowany na Starym Cmentarzu przy ul. Ogrodowej

## Ordery i odznaczenia
- Złoty Krzyż Zasługi (10 maja 1946)[2]
- Złota Odznaka Honorowa Gryfa Pomorskiego (1950)

## Filmografia
- Panna po wojnie (1919)
- Tamten (1921) – porucznik Botkin
- Pan Twardowski (1921) – diabeł
- Tajemnica przystanku tramwajowego (1922)
- Jego wielka miłość (1936) – aktor grający w sztuce „Napoleon”
- Załoga (1951) – ojciec Wietechy, inżynier w Stoczni Gdyńskiej
- Młodość Chopina (1951) – gość wiedeński